# 贝尔尼·阿尔德
贝尔尼·朱利安·阿尔德（英語：Berni Julian Alder，1925年9月9日—2020年9月7日），男，美国物理学家，物理学中数值模拟的先驱。研究方向为统计力学。

## 生平
1925年出生于德国杜伊斯堡的犹太人家庭。1933年纳粹上台后，他们全家搬到了瑞士苏黎世，1941年移居美国。1947年在加州大學柏克萊分校获化学工程硕士学位，1948年进入加州理工学院深造。
2020年9月7日逝世。

## 荣誉
1970年当选美国国家科学院院士。2001年获玻尔兹曼奖章。2008年当选美国文理科学院院士。2009年获美国国家科学奖章。